# Marienhof (Dorfen)

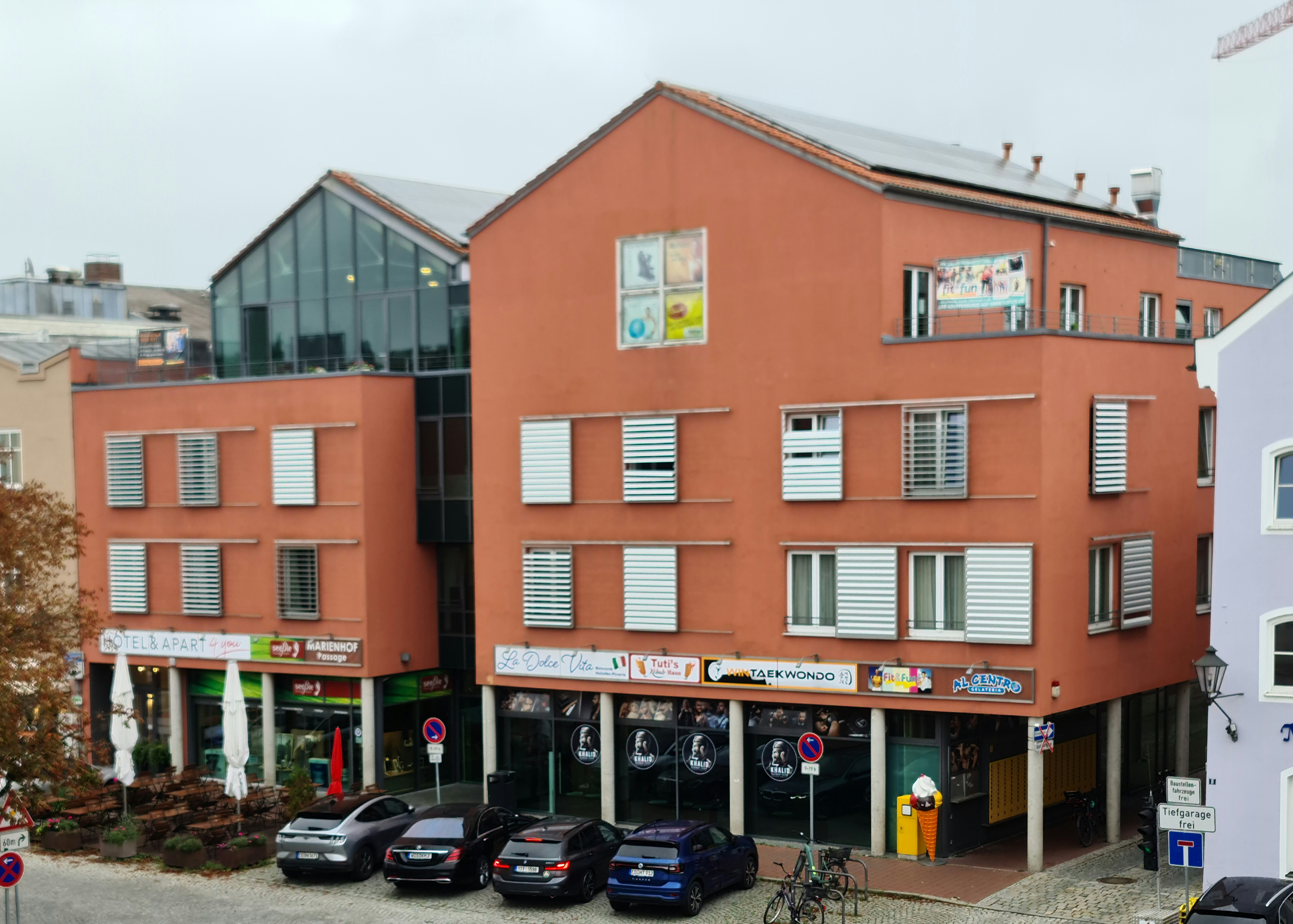
Die Einkaufspassage Marienhof am Dorfener Marienplatz

Der Marienhof ist eine im Jahr 1999 eröffnete Einkaufspassage in der Altstadt von Dorfen und wurde nach Plänen des Münchner Architekten Michael Gaenssler errichtet.

## Geschichte
Errichtet wurde die Einkaufspassage in den Jahren zwischen 1998 und 1999. Dafür wurden die historisch wertvollen, über die Jahre heruntergekommenen Bürgerhäuser Diemer und Heilmeier sowie der dahinterliegende Kinobau abgerissen. 
In der Planungsphase entbrannte 1997 über die Gestaltung des Baus eine heftige Diskussion. Die von Professor Gaenssler geplante Glasfassade wurde letztlich abgelehnt.
In dem Gebäude befinden sich ein Hotel, Geschäfte, ein Fitnessstudio und Büroräume. Bis zum 2. Dezember 2018 war dort zudem eine Postbankfiliale.
Die Zugänge liegen am Marienplatz (Hauptfassade) und an der Apothekergasse.